# Jean Lausier
Jean Lausier (Luik, 26 mei 1922 - Beaufays, 21 augustus 2004) was een Belgisch senator.

## Levensloop
Lausier was tijdens de Tweede Wereldoorlog lid van het Waalsgezinde Verzet. Na zijn studies Romaanse Filologie aan de Universiteit van Luik werd hij leerkracht aan de normaalschool van de stad.
In 1961 werd hij lid van de Mouvement populaire wallon en verzeilde zo in de Parti Wallon des Travailleurs en vervolgens de Parti Wallon. In februari 1968 trad hij toe tot de pas opgerichte Rassemblement Wallon. Hij werd in 1972 adjunct-schatbewaarder van de RW-afdeling van de provincie Luik.
In april 1974 werd Lausier lid van de Belgische Senaat als provinciaal senator van de provincie Luik, wat hij bleef tot in 1977. Toen het RW in 1976 een linksere koers ging varen, stapte hij samen met François Perin, Etienne Knoops en Jean Gol over naar de PRL. In oktober 1976 werd hij eveneens verkozen tot gemeenteraadslid van Chaudfontaine en bleef dit tot in december 1982. Van 1974 tot 1977 zetelde hij ook in de Cultuurraad voor de Franse Cultuurgemeenschap.